# 肋麦角碱
肋麦角碱（6,8β-二甲基-10β-麥角靈）是一种有机化合物，化学式为C16H20N2，它是一种麥角靈真菌分离物。它可以N-对甲苯磺酰基-4-溴吲哚为原料，经多步反应合成、柱分离得到。